# Homem de Lata
Homem de Lata (Nick Chopper) também conhecido como Lenhador de Lata, é um personagem fictício na Terra de Oz criado pelo escritor americano L. Frank Baum. Homem de Lata apareceu pela primeira vez em seu clássico livro de 1900, O Mágico de Oz, e reapareceu em muitos outros livros de Oz. No final do século XIX na América, homens feitos de várias peças de estanho foram utilizados na publicidade e charges políticas. Baum, que decorava vitrines de uma revista quando escreveu O Mágico de Oz, teria sido inspirado para inventar o Homem de Lata por uma figura que tinha construído a partir de peças de metal para uma exposição da loja.